# Репаново
Репаново — деревня в Виноградовском районе Архангельской области России. Входит в состав Моржегорского сельского поселения. 

## География
Репаново стоит на правом берегу реки Северная Двина, к востоку от деревни Карговино. К северо-востоку от деревни находится озеро Хивозеро. За полоем Репановский находится остров Репановский. Напротив неё, на левом берегу Северной Двины, находятся посёлки Рязаново и Хетово. От Репаново до Архангельска — 272 км по реке. Выше острова Репановский по течению Северной Двины, находится карьер Архангельского речного порта по добыче гравия.

## История
В 1662 году в существовала Репановская волость, позже вошедшая в состав Шастозерской волости. В XIX веке деревня вошла в состав Репаново-Слудского общества Власьевской волости Шенкурского уезда. В 1930-х годах в Репаново был колхоз «Красный Север».

## Население
По данным Всероссийской переписи населения 2010 года в деревне не было постоянного населения. В 2009 году числился 1 человек. Фактически деревня превратилась в дачный посёлок. В 1922 году в Репаново было 356 чел., в 1905 году — 392 чел., в 1859 году — 242 человека.

### Карты
- Топографическая карта P-38-39,40. (Лист Усть-Ваеньга)
- Репаново на Wikimapia
- Репаново. Публичная кадастровая карта